# Kini Murimurivalu

a Compétitions nationales et continentales officielles uniquement.

b Matchs officiels uniquement.
Dernière mise à jour le 9 juillet 2024.
Kini Murimurivalu, né le 15 mai 1989 à Lami (Fidji), est un joueur de rugby à XV international fidjien. Il joue aux postes d'arrière, d'ailier ou de centre. Il a dernièrement joué au sein du club anglais des Leicester Tigers entre 2020 et 2023. Il a auparavant joué en France pour l'ASM Clermont (2009-2012), puis le Stade rochelais (2012-2020). Avec la sélection fidjienne, il dispute trois Coupes du monde en 2011, 2015 et 2019.

## Carrière

### En club

#### Jeunesse et formation
Kini Murimurivalu est né à Lami dans la province de Rewa sur l'île de Viti Levu. Il est le neveu de l'international fidjien à sept Aporosa Dauvucu.
Il est éduqué dans un premier temps à la Laucala Bay Sec School, avant de terminer sa scolarité à la Queen Victoria School (en) de Tailevu,. Il joue au rugby avec l'équipe de l'établissement, évoluant au poste d'arrière, et étant régulièrement le buteur de son équipe,. Il est également le capitaine de cette équipe en 2008. Il fait partie de l'équipe qui remporte le championnat national scolaire en 2007,.
Repéré par ses performances avec la sélection fidjienne des moins de 20 ans en 2009, il attire l'attention du club français du Stade toulousain, qui souhaite le voir rejoindre leur centre de formation. Néanmoins, après des longueurs dans les négociations, il décide de rejoindre l'ASM Clermont sur la base d'un contrat espoir en août 2009 et intègre le centre de formation. Lors de sa première saison, il évolue logiquement avec l'équipe espoirs du club auvergnat, avec qui il s'impose immédiatement comme un joueur prometteur,. Il signe son premier contrat professionnel en février 2010, s'engageant pour trois saisons. Au terme de sa première saison, il est titulaire à l'arrière pour la finale du championnat de France espoirs face à Agen, jouant aux côtés de joueurs comme Wesley Fofana, Loann Goujon ou Julien Bardy. Clermont est sacré champion de France, après une victoire sur le score de 32 à 30.

#### Début de carrière à Clermont

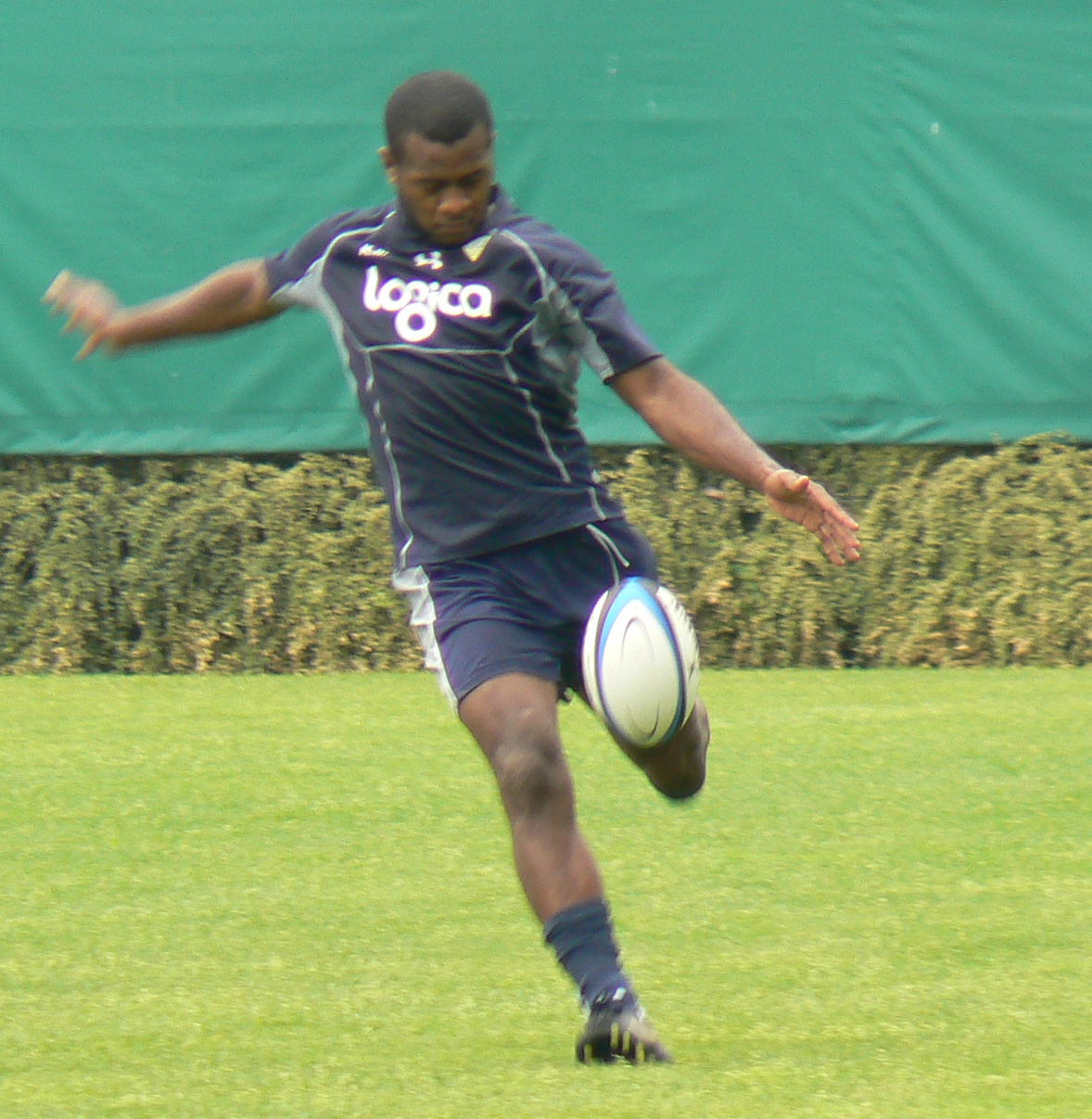
Kini Murimurivalu lors d'un entraînement avec l'ASM Clermont Auvergne en août 2010

Kini Murimurivalu joue son premier match professionnel avec Clermont en Top 14 le 1er septembre 2010 contre le Racing Métro 92, comme titulaire au poste d'ailier,. Il doit ensuite attendre quatre mois pour jouer son deuxième match, en Coupe d'Europe face aux Saracens le 21 janvier 2011,. Il se révèle lors de ce match grâce une bonne performance, avec notamment un exploit individuel amenant l'essai du talonneur Willie Wepener,. Grâce à cette performance, et au départ surprise de son compatriote Napolioni Nalaga, il enchaîne ensuite les matchs à l'aile de l'équipe clermontoise. Lors de la phase finale du championnat, il est remplaçant pour le barrage contre le Biarritz olympique, puis lors de la demi-finale perdue face au Stade toulousain,. À la fin de sa première saison professionnelle, il a disputé douze matchs et inscrit quatre essais.
Lors de la saison 2011-2012, il voit son temps de jeu diminuer à cause de l'importante concurrence à ses postes d'arrière et d'ailier — avec notamment les recrutements de Sitiveni Sivivatu et Lee Byrne — ainsi qu'une hernie cervicale subie en janvier 2012,.

#### Affirmation à La Rochelle

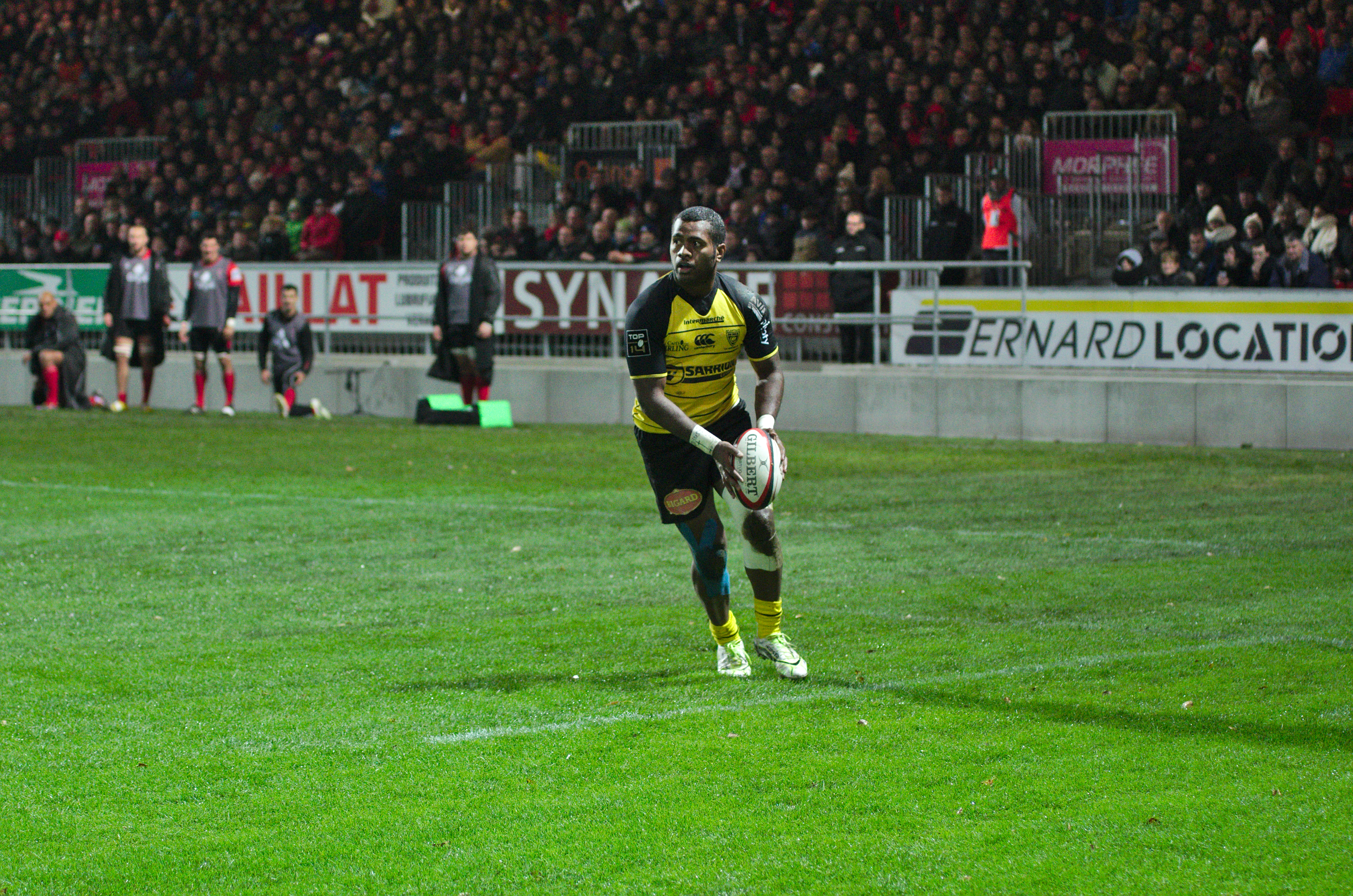
Kini Murimurivalu avec le Stade rochelais lors d'un match face à Oyonnax en novembre 2014

À la recherche de plus de temps de jeu, Kini Murimurivalu est prêté au Stade rochelais pour la saison 2012-2013 de Pro D2,. Avec le club maritime, il retrouve son ancien entraîneur en espoir à Clermont Fabrice Ribeyrolles, et compense les départs de Benjamin Dambielle et Sébastien Boboul,. Avec sa nouvelle équipe, il s'impose comme un cadre au poste d'arrière,. Malgré des performances encourageantes, l'ASM Clermont ne souhaite pas son retour pour la saison suivante, et il prolonge son contrat avec La Rochelle pour trois saisons supplémentaires, soit jusqu'en 2016,. 
Lors du dernier match de la phase régulière de la saison 2023-2013, il subit une rupture des ligaments croisés du genou gauche qui l'écarte des terrains pendant plus de six mois. Il fait son retour en décembre 2013 face à Tarbes,. Toutefois, ce retour n'est que de courte durée puisqu'il se blesse au même genou lors de son deuxième match de la saison, mettant un terme prématuré à sa saison. Il manque ainsi la bonne fin de saison de son équipe, qui se conclut par l'accession du club en Top 14.
Après six nouveau mois d'indisponibilité, il reprend avec le Stade rochelais, désormais en Top 14, le 12 septembre 2014 contre le Castres olympique. Il retrouve ensuite son niveau petit à petit, avant de redevenir indiscutable à l'arrière du club rochelais. En avril 2015, il prolonge son contrat jusqu'en 2018. Un an plus tard, il prolonge à nouveau son contrat pour deux saisons supplémentaires, portant son engagement jusqu'en 2020.
En 2016-2017, alors que son équipe survole le championnat et termine première de la phase régulière, il effectue également une très bonne saison d'un point de vue personnel, ce qui lui vaut d'être considéré comme le meilleur arrière du Top 14,.
Il reste un cadre du Stade rochelais jusqu'à la saison 2019-2020, où il voit son temps de jeu baisser, notamment à cause de son statut de non-JIFF. Alors que son contrat se termine en juin 2020, il n'est pas conservé et quitte le club. Il termine son passage avec le club maritime avec un total de 147 matchs disputés en huit saisons, et 32 essais inscrits. Lors d'une consultation sur le site du quotidien Sud Ouest en janvier 2020, il est élu par les internautes à l'arrière dans le XV de la décennie 2010-2019.

#### Départ en Angleterre
Après son départ de La Rochelle, Kini Murimurivalu reste pendant près de deux mois sans club. Il retrouve finalement un contrat en juillet 2020 lorsqu'il s'engage avec le club anglais des Leicester Tigers en Premiership,. Avec le club des Midlands, il remplace numériquement l'arrière tongien Telusa Veainu parti soudainement au Stade français.
Bien qu'il soit rarement titulaire avec sa nouvelle équipe, il en devient tout de même un élément important grâce à son impact en sortie de banc et sa polyvalence. Il est remplaçant à l'occasion de la finale du Challenge européen en 2021, match que son équipe perd face à Montpellier.
En janvier 2022, il dépanne pendant deux matchs en troisième ligne aile, et se montre convaincant à ce poste,. Il prolonge son contrat avec Leicester en mai 2022 pour une durée non-dévoilée. Au terme de la saison 2021-2022, son club remporte le championnat national, mais Murimurivalu ne dispute pas les phases finales.
Lors de la saison 2022-2023, il ne joue que quatre matchs avant qu'une blessure subie en sélection ne mette un terme à sa saison,. À la fin de la saison, il n'est pas conservé par Leicester, et quitte le club.

#### Fin de carrière en France
Kini Murimurivalu reste ensuite sans club pendant plusieurs mois, avant de faire son retour France, avec l'USA Limoges en Championnat de France de rugby à XV de Nationale 2, en janvier 2024,. À la fin de la saison, dans la foulée de la relégation du club en Fédérale 1, il quitte le club.

### En équipe nationale
Kini Murimurivalu joue avec la sélection fidjienne des moins de 19 ans lors du mondial junior 2007,.
En 2008, il est sélectionné avec l'équipe des moins de 20 ans pour disputer le championnat du monde junior au pays de Galles. Cependant, une blessure subie lors d'un match de préparation l'empêche de disputer le tournoi. L'année suivante, après avoir disputé la Pacific Rugby Cup avec les Fiji Warriors, il est à nouveau retenu avec la sélection des moins de 20 ans fidjienne pour le mondial junior disputé au Japon. Il se fait alors remarquer par son talent lors de la compétition,.
Il est sélectionné pour la première fois avec l'équipe des Fidji en juin 2011 afin de participer à la Coupe des nations du Pacifique 2011 et préparer la Coupe du monde 2011. Il obtient sa première sélection le 1er juillet 2011 contre les Tonga à Lautoka, marquant un essai à l'occasion,.
Malgré son inexpérience (3 sélections), il est retenu dans le groupe fidjien pour disputer le mondial 2011 en Nouvelle-Zélande, profitant des absences de joueurs comme Kameli Ratuvou, Isa Nacewa ou Josh Matavesi, tous ayant décidés de ne pas participer à la compétition,. Seul arrière de métier de l'effectif, il joue trois des quatre matchs de son équipe lors de la phase de poule.
Après la Coupe du monde 2011, il est absent de la sélection nationale pendant quasiment quatre ans. Il fait son retour en sélection pour la Coupe des nations du Pacifique 2015.
Il fait partie du groupe fidjien sélectionné pour participer à la Coupe du monde 2015 en Angleterre. Se partageant le poste d'arrière avec Metuisela Talebula, il ne dispute cette fois que deux matchs, dont un comme titulaire, lors de la compétition, contre le pays de Galles et l'Uruguay,.
En 2019, il est retenu pour disputer sa troisième Coupe du monde à l'occasion du mondial au Japon,. Considéré comme le titulaire à l'arrière devant Alivereti Veitokani, il est titulaire lors de trois des quatre matchs de son équipe.

## Palmarès

### En club
- Vainqueur du Championnat de France espoirs en 2010 avec l'ASM Clermont Auvergne.
- Finaliste du Challenge européen en 2021 avec les Leicester Tigers.
- Vainqueur de la Premiership anglaise en 2022 avec les Leicester Tigers.

### En sélection nationale
- Vainqueur de la Coupe des nations du Pacifique en 2015 et 2018.

## Statistiques en équipe nationale
- 34 sélections[2].
- 30 points : six essais.
- Sélections par année : 6 en 2011, 7 en 2015, 2 en 2016, 6 en 2017, 3 en 2018, 6 en 2019, 1 en 2020, 2 en 2021, 1 en 2022.

Participations à la Coupe du monde :
- 2011 : 3 sélections (Namibie, Afrique du Sud, Samoa)
- 2015 : 2 sélections (pays de Galles, Uruguay)
- 2019 : 3 sélections (Australie, Géorgie, pays de Galles)